# Higdon-Insel
Die Higdon-Insel ist eine 1 km lange und bis zu 62 m hohe Insel vor der Westküste der Antarktischen Halbinsel. Sie ist die nördlichste der drei Gould-Inseln im Südwesten der Marguerite Bay. Die Insel ist verhältnismäßig eben, abgesehen von zahlreichen spitzen Felsnadeln auf der südlichen Hälfte. 
Das Advisory Committee on Antarctic Names benannte sie 2009 nach John Higdon, Erster Maat des US-amerikanischen Forschungsschiffs RV Laurence M. Gould, der am 24. Januar 2009 die Gould-Inseln gesichtet hatte.